# Универсальный шлюз безопасности UserGate
UserGate обеспечивает межсетевое экранирование для предприятий любого размера, поддерживая при этом высокую скорость обработки трафика, многоуровневую безопасность, применение гранулярных политик к пользователям и прозрачное использование интернет-канала. Аппаратные и виртуальные межсетевые экраны UserGate предоставляют многочисленные возможности по управлению функциями безопасности, обеспечивают прозрачность относительно использования трафика и интернета со стороны пользователей, устройств и приложений.

## Сфера применения
UserGate ориентирован на использование в корпоративных сетях разного размера, от малых и средних до крупных корпоративных сетей.

## Функциональность
UserGate объединяет межсетевой экран, систему обнаружения вторжений, защиту от вредоносных программ и вирусов, систему контент-фильтрации, серверный антиспам, VPN-сервер и другие функции в едином решении, удобном для установки и администрирования. В продукте также реализованы всевозможные функции, более востребованные крупными организациями. К ним относятся контроль доступа, основанный на идентификации пользователя, балансировка нагрузки, управление полосой пропускания, предотвращение угроз, анализ SSL, распознавание приложений и другие.
Принцип работы UserGate основан на создании правил, применяемых к пользователям/группам пользователей. Продукт позволяет администраторам контролировать поток трафика и управлять доступом пользователей в интернет. Различные правила могут быть использованы для разрешения или запрета доступа к определенным категориям сайтов, контроля закачек, использования приложений, установки ограничений по трафику и ширине канала. UserGate также позволяет мониторить использование интернета и дает возможность получения подробной статистики.
В продукте реализована возможность «глубокого анализа трафика» (DCI — Deep Content Inspection), что дает возможность эффективно бороться с продвинутыми интернет-угрозами, в том числе с «угрозами нулевого дня», а также защищает пользователей от слежения и негативной рекламы.

## Варианты поставки и кластеризация
UserGate доступен в двух вариантах поставки:
- программно-аппаратный комплекс;
- виртуальный апплаенс — специальный образ, предназначенный для развертывания на виртуальной машине.

В решении реализована поддержка кластеризации в режиме active-active и active-passive. Кластеризация позволяет применять к разным нодам единые настройки, политики, библиотеки, сертификаты, сервера авторизации, группы пользователей и т. д.

## Дополнительная информация
В 2016 году компания UserGate, заключил ряд соглашений о включении решения в портфолио основных интеграторов, занимающихся продажами корпоративных решений. В сентябре 2016 года решение было включено в Реестр Российского ПО Минсвязи.

## Сертификаты
- Сертификат ФСТЭК России № 3905 по требованиям к профилям защиты межсетевых экранов типа А и Б 4 класса защиты, системам обнаружения вторжений 4 класса защиты и по 4 уровню доверия.[9]

## Награды
- Победитель SC Awards Europe в номинации Best Web Content Management Solution — июнь 2015[10]
- Финалист премии SC Awards 2017 американского издания SC Magazine в номинации Best UTM Solution — ноябрь 2016[11]
- Лауреат премии «Цифровые вершины» — декабрь 2018[12]
- Финалист премии SC Awards 2020 американского издания SC Magazine в номинации Best UTM Security Solution — ноябрь 2019[13]